# Faktor (zprostředkovatel)
Faktor (z lat. facere, činit, dělat) znamená činitel, agent. Faktoři byli už ve středověku obchodní zprostředkovatelé a z názvu pro jejich kanceláře, francouzsky factorie, vzniklo i anglické slovo factory, továrna. Také dnešní francouzské slovo pro listonoše (facteur) má stejný původ.

## Faktoři v české historii
Výrazem faktor označil roku 1608 Kryštof Harant z Polžic a Bezdružic kapitána lodi, aby jej odlišil od jejího vlastníka: "...patron náš nebyl jejím pánem, než toliko faktorem.".
V 18. a 19. století byl v našich zemích faktor obchodní zprostředkovatel, který buďto sám, anebo ve službách obchodní firmy obcházel nebo objížděl domácké výrobce, zejména tkalce, a vykupoval jejich výrobky. Mohl jim také dodávat surovinu. Jejich zákazníky byli hlavně zemědělci v horských oblastech, kteří si v zimě potřebovali přivydělat jako tkalci, ale také skláři, brusiči a výrobci různých drobností. Čeští faktoři pracovali hlavně pro německé faktorie ve Slezsku a v Sasku.
O tom, že faktor bylo poměrně rozšířené povolání, svědčí i to, že se stalo českým příjmením. V maloměstské a venkovské společnosti měli faktoři relativně vysokou sociální pozici, protože vlivem cestování získali oproti ostatnímu obyvatelstvu určitý rozhled, obchodní styky a širší informační základnu. Faktoři se vlivem své relativně výnosné činnosti v 1. polovině 19. století přesouvali do vyšších sociálních pozic, jejich děti už často mohly studovat, resp. dcerám bylo zařízeno velké věno či si rodina mohla koupit i statek.